# Belleu
Belleu és un municipi francès situat al departament de l'Aisne i a la regió dels Alts de França. L'any 2007 tenia 3.931 habitants.

## Demografia

### Població
El 2007 la població de fet de Belleu era de 3.931 persones. Hi havia 1.588 famílies de les quals 490 eren unipersonals (163 homes vivint sols i 327 dones vivint soles), 534 parelles sense fills, 433 parelles amb fills i 131 famílies monoparentals amb fills.
La població ha evolucionat segons el següent gràfic:
Habitants censats

### Habitatges
El 2007 hi havia 1.691 habitatges, 1.611 eren l'habitatge principal de la família, 16 eren segones residències i 64 estaven desocupats. 1.094 eren cases i 596 eren apartaments. Dels 1.611 habitatges principals, 794 estaven ocupats pels seus propietaris, 808 estaven llogats i ocupats pels llogaters i 9 estaven cedits a títol gratuït; 41 tenien una cambra, 170 en tenien dues, 382 en tenien tres, 522 en tenien quatre i 497 en tenien cinc o més. 889 habitatges disposaven pel capbaix d'una plaça de pàrquing. A 831 habitatges hi havia un automòbil i a 507 n'hi havia dos o més.

### Piràmide de població
La piràmide de població per edats i sexe el 2009 era:
| Homes | Edats   | Dones |
| ----- | ------- | ----- |
| 0     | 95 o +  | 24    |
| 12    | 90 a 94 | 48    |
| 28    | 85 a 89 | 84    |
| 24    | 80 a 84 | 48    |
| 80    | 75 a 79 | 92    |
| 60    | 70 a 74 | 104   |
| 92    | 65 a 69 | 116   |
| 120   | 60 a 64 | 112   |
| 112   | 55 a 59 | 80    |
| 184   | 50 a 54 | 144   |
| 112   | 45 a 49 | 196   |
| 120   | 40 a 44 | 156   |
| 84    | 35 a 39 | 84    |
| 116   | 30 a 34 | 100   |
| 132   | 25 a 29 | 144   |
| 148   | 20 a 24 | 144   |
| 164   | 15 a 19 | 156   |
| 104   | 10 a 14 | 108   |
| 100   | 5 a 9   | 116   |
| 100   | 0 a 4   | 68    |

## Economia
El 2007 la població en edat de treballar era de 2.416 persones, 1.631 eren actives i 785 eren inactives. De les 1.631 persones actives 1.419 estaven ocupades (740 homes i 679 dones) i 213 estaven aturades (97 homes i 116 dones). De les 785 persones inactives 246 estaven jubilades, 274 estaven estudiant i 265 estaven classificades com a «altres inactius».

### Ingressos
El 2009 a Belleu hi havia 1.593 unitats fiscals que integraven 3.706,5 persones, la mediana anual d'ingressos fiscals per persona era de 16.365 €.

### Activitats econòmiques
Dels 79 establiments que hi havia el 2007, 1 era d'una empresa extractiva, 2 d'empreses alimentàries, 4 d'empreses de fabricació d'altres productes industrials, 17 d'empreses de construcció, 23 d'empreses de comerç i reparació d'automòbils, 3 d'empreses de transport, 4 d'empreses d'hostatgeria i restauració, 1 d'una empresa financera, 4 d'empreses immobiliàries, 2 d'empreses de serveis, 11 d'entitats de l'administració pública i 7 d'empreses classificades com a «altres activitats de serveis».
Dels 27 establiments de servei als particulars que hi havia el 2009, 1 era una oficina d'administració d'Hisenda pública, 1 oficina de correu, 7 tallers de reparació d'automòbils i de material agrícola, 4 paletes, 1 guixaire pintor, 2 fusteries, 4 lampisteries, 2 empreses de construcció, 1 perruqueria, 3 restaurants i 1 tintoreria.
Dels 8 establiments comercials que hi havia el 2009, 1 era un hipermercat, 2 fleques, 1 una sabateria, 1 una botiga d'electrodomèstics, 1 una botiga de mobles i 2 floristeries.

## Equipaments sanitaris i escolars
El 2009 hi havia 1 un hospital de tractaments de llarga durada, 1 psiquiàtric i 2 farmàcies.
El 2009 hi havia 2 escoles maternals i 2 escoles elementals. Belleu disposava d'un col·legi d'educació secundària amb 432 alumnes.

## Poblacions més properes
El següent diagrama mostra les poblacions més properes.